# Загальна Користь
Зага́льна Ко́ристь — село в Україні, у Новобузькій міській громаді Баштанського району Миколаївської області. Населення становить 333 осіб.

## Географія
На південно-західній околиці села бере початок Балка Горожина.